# Baby Einstein
Baby Einstein és una línia de productes multimèdia i les joguines que s'especialitza en activitats interactives per a nens d'1 a 6 anys. Temes com la música clàssica, l'art i la poesia són un lloc destacat explorat. Aquests productes es fan actualment per una divisió de Walt Disney Company, comercialitzats sota el lema, "On Discovery Begins".